# Антонов, Алексей Константинович (писатель)
Алексе́й Константи́нович Анто́нов (17 июня 1955, Севастополь — 18 мая 2018, Москва) — российский прозаик, поэт и драматург. Доцент кафедры литературной критики Литературного института. Кандидат филологических наук.

## Биография
Окончил филологический факультет МГУ, Высшие литературные курсы и аспирантуру по кафедре литературы и литературной критики Литературного института. Подготовил ряд учебных пособий по теории литературы. Основная сфера интересов: теория прозы, русский роман XVIII—XX веков, теория жанров. Печатался в журналах «Московский вестник», «Москва», «Литературная учёба», «Лепта», «Грани» и др. Лауреат конкурса малой прозы «Русского Гулливера» (2015, рассказ «Заплывший за буи») и «Белая скрижаль» (2010, рассказ «Боль»). Руководитель литературного кружка «Белкин».
С 1997 года работал на кафедре литературной критики в Литературном институте. Читал курс «Введение в литературоведение», «Теория литературы» для слушателей подготовительных курсов, лицея, студентов дневного и вечернего отделений Литературного института, слушателей Высших литературных курсов. Участвовал в международных конференциях.
В 2007 году совместно с Ниной Шуруповой организовал при Литинституте литературный кружок «Белкин» для всех желающих, действующий по настоящее время. С 2008 года издавал сборники лучших произведений кружка. Вышло около двадцати выпусков изданий небольшим тиражом. В 2012 году также при Литинституте организовал поэтический кружок «Ленский».
Евгений Сидоров в своей книге «Записки из-под полы» пишет:

Лучший литинститутский сборник, изящно оформленный, — славное детище Алексея Константиновича Антонова. Он читает хорошие лекции и пишет хорошие стихи, не похожие на свои лекции.
Думаю, что он учит свободе, как основе творческого поведения. Но эта свобода только тогда имеет смысл, когда в её основе не поведение, а творчество. Антонов — поэт без эпитетов, по сути — включая, наверное, и стиль жизни, а не только стихи.
Иван Петрович Белкин никогда не видел Чёрного моря. Он поручил увидеть море севастопольцу по рождению Антонову и не прогадал.

Скончался в Москве 18 мая 2018 года. Кремирован. Урна с прахом захоронена в Севастополе рядом с мамой и бабушкой писателя.
В память об Алексее Антонове его коллегами и учениками учреждена литературная премия «Антоновка 40+» для писателей старше сорока лет. Премия будет вручаться в поэтической, драматической и прозаической номинациях. Итоги премии будут подводиться в день рождения А. К. Антонова 17 июня.